# Gérard Lelièvre
Gérard Lelièvre (* 13. November 1949 in Laval, Département Mayenne) ist ein ehemaliger französischer Geher.
Bei den Olympischen Spielen 1976 in Montreal wurde er über 20 km Gehen Neunter. 1979 gewann er über dieselbe Distanz Gold bei den Mittelmeerspielen.
Bei den Olympischen Spielen 1980 in Moskau startete er über die 50-km-Distanz, erreichte aber nicht das Ziel.
1982 wurde er Vierter über 20 km bei den Leichtathletik-Europameisterschaften in Athen, 1983 wurde er über dieselbe Distanz Fünfter bei den Leichtathletik-Weltmeisterschaften in Helsinki und holte Silber bei den Mittelmeerspielen. Im Jahr darauf entschied er sich für einen Doppelstart bei den Olympischen Spielen in Los Angeles, kam aber über 20 km nicht über den 15. Platz hinaus und gab über 50 km erneut auf.
Zum Abschluss seiner Karriere siegte er 1985 bei den Leichtathletik-Hallenweltspielen in Paris über 5000 m.
Nach seiner aktiven Laufbahn wurde er Trainer und betreut heute als Nationaltrainer die französischen Geher.
Insgesamt errang er 13 nationale Titel in Folge über 20 km (1972–1984), dazu zehn über 50 km (1973–1977, 1979–1983) und sieben in der Halle über 5000 m (1978–1984).

## Persönliche Bestzeiten
- 5000 m (Halle): 19:06,20 min, 19. Januar 1985, Paris (ehemaliger nationaler Rekord)
- 20 km: 1:21:37 h, 7. August 1983, Helsinki (ehemaliger nationaler Rekord)
- 50 km: 3:53:56 h, 27. März 1983, Saint-Quentin (ehemaliger nationaler Rekord)